# 小行星1664
小行星1664（1664 Felix）是一颗绕太阳运转的小行星，为主小行星带小行星。该小行星于1929年2月4日发现。
該小行星以比利時作家菲利克斯·蒂默曼斯命名。

## 轨道参数
小行星1664的轨道半长轴为2.3396697 UA，离心率为0.223。